# Lips on Lips
Lips on Lips é o primeiro extended play da cantora americana Tiffany Young em Inglês . Foi lançado em 22 de fevereiro de 2019. O EP é composto em cinco faixas, incluindo os singles "Born Again" e "Lips on Lips". É o primeiro álbum da Tiffany completamente em inglês.

## Antecedentes
Alguns meses após o lançamento de "Peppermint" em 2018, Tiffany anunciou em janeiro que faria seu retorno com "Born Again", o primeiro single da Lips on Lips,  seguido por "Lips on Lips" em 14 de fevereiro.

## Lista de faixas
| N.º | Título                        | Letras                       | Música                       | Arranjo | Duração |  |
| 1.  | "Born Again"                  | Fiction Satica Tiffany Young | Fiction Satica Tiffany Young |         | 3ː12    |  |
| 2.  | "Lips on Lips"                |                              |                              |         |         |  |
| 3.  | "The Flower"                  |                              |                              |         |         |  |
| 4.  | "Not Barbie"                  |                              |                              |         |         |  |
| 5.  | "Runaway" (ft. Kenny Edmonds) |                              |                              |         |         |  |